# Olexandr Vorobiov
Olexandr Serhíyovich Vorobiov (en ucraniano: Олександр Сергійович Воробйов; Kamianske, URSS, 5 de octubre de 1984) es un deportista ucraniano que compitió en gimnasia artística, especialista en las anillas.
Participó en los Juegos Olímpicos de Pekín 2008, obteniendo una medalla de bronce en su especialidad. Ganó una medalla de bronce en el Campeonato Mundial de Gimnasia Artística de 2009 y dos medallas en el Campeonato Europeo de Gimnasia Artística, oro en 2007 y plata en 2009.

## Palmarés internacional
| Juegos Olímpicos   | Juegos Olímpicos         | Juegos Olímpicos  | Juegos Olímpicos |
| Año                | Lugar                    | Medalla           | Prueba           |
| ------------------ | ------------------------ | ----------------- | ---------------- |
| 2008               | Pekín (China)            | Medalla de bronce | Anillas          |
| Campeonato Mundial |                          |                   |                  |
| Año                | Lugar                    | Medalla           | Prueba           |
| 2009               | Londres (Reino Unido)    | Medalla de bronce | Anillas          |
| Campeonato Europeo |                          |                   |                  |
| Año                | Lugar                    | Medalla           | Prueba           |
| 2007               | Ámsterdam (Países Bajos) | Medalla de oro    | Anillas          |
| 2009               | Milán (Italia)           | Medalla de plata  | Anillas          |